# ندا اسدی (فیزیوتراپیست)
ندا اسدی ازغندی (زادهٔ ۲۱ شهریور ۱۳۷۵ در تهران) فیزوتراپیست تیم ملی هندبال نوجوانان و جوانان بانوان ایران می باشد.

## افتخارات
- ندا اسدی در شانزدهمین دوره مسابقات هندبال قهرمانی جوانان آسیا همراه تیم ملی بانوان ایران بود، که تیم ملی هندبال ایران نایب قهرمان آسیا شد.[۱۲][۱۳][۱۴][۱۵]

- ندا اسدی همراه تیم ملی هندبال دختران نوجوان که برای اولین بار در تاریخ هندبال ایران به مقام قهرمانی مسابقات قهرمانی آسیا دست یافتند به عنوان فیزیوتراپ همراه تیم ملی بانوان بود.[۱۶][۱۷][۱۸][۱۹][۲۰][۲۱][۲۲]